# ロフトワーク
株式会社ロフトワーク（Loftwork Inc.）は日本の東京都渋谷区に本拠を構えるクリエイティブカンパニー。京都、台湾、香港に拠点を持つ。

## 概要
株式会社ロフトワークは、共創を通じてWeb、コンテンツ、コミュニケーション、空間などをデザインするクリエイティブカンパニーである。2000年、米国のオークションサイトeBayのビジネスモデルをヒントに、「クリエイターの仕事を世界に循環させるためのプラットフォーム「loftwork.com」をオープン。同時にクリエイティブの流通をミッションに株式会社ロフトワークを設立。
様々な企業や組織の課題解決や新しい価値創出の支援をプロジェクト型で支援している。

## 関連事業
自社の事業としても、グローバルに展開するデジタルものづくりカフェ「FabCafe」、素材メーカーとクリエイターの共創を支援しイノベーションを生み出すグローバルプラットフォーム「MTRL（マテリアル）」、クリエイターとの共創を促進するプラットフォーム「AWRD（アワード）」を運営し、世界中のクリエイターコミュニティと共創することで、幅広いクリエイティブサービスを提供している。

## 沿革
- 2000年（平成12年）2月、米国のオークションサイトeBayのビジネスモデルをヒントに、「クリエイターの仕事を世界に循環させるためのプラットフォーム「loftwork.com」をオープン。同時に株式会社ロフトワークを設立。
- 2008年（平成20年）8月、代表取締役の林千晶が技術評論社より『Webプロジェクトマネジメント標準』[4]を上梓。PMBOKをベースにした初めてのWebプロジェクトマネジメントの書籍を出版した。現在は絶版となり、同社のWebサイトから無料でダウンロードできる。
- 2011年（平成23年）、京都府四条烏丸に、ロフトワーク烏丸をオープン。
- 2012年（平成24年）3月、東京都渋谷区にFabCafe渋谷をオープン。
- 2015年（平成27年）、ロフトワーク台湾オープン。ロフトワーク烏丸をロフトワーク京都と改称、所在地を試四条烏丸から五条本塩竈町に移動。同時にコワーキングスペースMTRL KYOTOをオープン。東京でもFabCafeの上階に、FabCafe MTRLをオープンした。
- 2017年（平成29年）7月、パナソニック、カフェ・カンパニーとともに、渋谷区に100BANCHをオープン。12月、ロフトワーク香港/MTRL香港を開設。
- 2018年（平成30年）2月、クリエイターのプラットフォーム、loftwork.comはオープンコラボレーションプラットフォームの「AWRD」にアップグレード、同ドメインは、コーポレートサイトであるloftwork.jpが新loftwork.comとしてリニューアルオープンした。
- 2021年（令和3年）2月、創業者で代表取締役の林千晶が取締役会長に就任。
- 2022年（令和4年）4月、取締役会長の林千晶が会長職を退任。
- 2024年（令和6年）6月、富士フイルムビジネスイノベーション株式会社の体験型施設Green Park FLOOPの運営を開始[5]（2025年3月運営業務を撤退）

## 受賞
- 2021年 - PM Award（特別賞「NTTデータユニバーシティ クリエイティブデザイン賞」）[6]

## 書籍
- 『Webプロジェクトマネジメント標準』技術評論社 2008年（絶版）